# Stine Egede
Stine Egede Nørbæk (* 1964 in Narsaq) ist eine grönländische Politikerin (Inuit Ataqatigiit) und Polizistin.

## Leben
Stine Egede wurde in Narsaq geboren, wuchs aber in Igaliku auf. Von 1985 bis 1988 arbeitete sie als Büroassistentin. Anschließend war sie bis 2011 als Polizistin tätig. Von 2011 bis 2012 leitete sie das Gefängnis in Qaqortoq, bevor sie wieder als Polizistin arbeitete. Sie ist Aufsichtsratsvorsitzende des Heims Akilliit für fürsorgevernachlässigte Kinder.
Sie kandidierte erstmals bei der Parlamentswahl 2013 für einen Sitz im Inatsisartut, erreichte mit 88 Stimmen jedoch nur den zweiten Nachrückerplatz. Mehr Glück hatte sie im selben Jahr bei der Kommunalwahl, wo sie mit 235 die meisten Stimmen ihrer Partei in der Kommune Kujalleq erzielte und damit in den Kommunalrat einzog. Dieses Ergebnis konnte sie 2017 wiederholen, als sie mit 313 Stimmen die zweitmeisten aller Kandidaten erreichte. Bei der Parlamentswahl 2018 erzielte sie 99 Stimmen und erlangte erstmals einen Platz im Inatsisartut. Bei der Wahl 2021 erhielt sie 133 Stimmen und zog erneut ins Parlaments ein. Zugleich erhielt sie aber auch mit 410 Stimmen bei der Kommunalwahl in der Kommune Kujalleq das mit Abstand beste Ergebnis. In der Folge wurde sie zur Bürgermeisterin der Kommune ernannt und ließ sich im Parlament beurlauben. Während ihrer Legislaturperiode kamen enorme Verwaltungsprobleme ans Licht, unter anderem dass man drei Monate lang vergessen hatte, Steuern zu zahlen. Daraufhin erhielt sie bei der Kommunalwahl 2025 nur noch 80 Stimmen, was knapp reichte, um ihren Sitz im Kommunalrat zu verteidigen, während ihre Partie die Macht an die Demokraatit verlor.